# Kabinettskrieg
Kabinettskrieg (în traducere: „război de cabinet”, plural Kabinettskriege) este o expresie germană care se referă la tipul de războaie ce au afectat Europa în timpul monarhiilor absolutiste, de la Pacea Westfalică din 1648, până la revoluția franceză din 1789. Expresia mai are și înțelesul de „război între prinți”. Astfel de războaie implicau armate mici, corp ofițeresc format din nobili, scopuri limitate și frecvente schimbări de coaliție între părțile beligerante.